# Aljamain Sterling
Aljamain Antoine Sterling (Uniondale, 31 juli 1989) is een Amerikaans MMA-vechter van Jamaicaanse afkomst. Hij was van 6 maart 2021 tot 19 augustus 2023 wereldkampioen bantamewicht (tot 61 kilo) bij de UFC.

## Carrière
Sterling begon in 2009 met MMA en won als amateur zes van zijn zeven partijen. Hij maakte in april 2010 zijn profdebuut met een overwinning op Sergio da Silva (jurybeslissing). Hij won ook zijn volgende zeven partijen, waarna hij op 22 februari 2014 debuteerde bij de UFC. Sterling versloeg die dag Cody Gibson (jurybeslissing) en breidde zijn ongeslagen reeks daarna uit tot 12-0. Bryan Caraway was in mei 2016 de eerste man van wie hij verloor (jurybeslissing) op professioneel niveau. Acht maanden later kwam hij ook tekort tegen Raphael Assunção (jurybeslissing).
Met zijn eerste twee profnederlagen op zak, herpakte Sterling zich in 2017 door te winnen van zowel Augusto Mendes als Renan Barão. In de laatste maand van dat jaar liep hij tegen zijn eerste knock-out aan. Na een mislukte poging tot een armklem krabbelde hij op om opnieuw achter tegenstander Marlon Moraes aan te gaan. Door op de Braziliaan af te duiken, liep hij alleen met zijn kin op Moraes' knie.

### Wereldtitel
Na de derde nederlaag in zijn profcarrière, won Sterling vijf keer achter elkaar. De UFC gunde hem daarop in maart 2021 een titelgevecht tegen toenmalig kampioen bantamgewicht Petr Yan. Dat gevecht eindigde een halve minuut voor het einde van de vierde ronde, nadat Yan Sterling een knie in het gezicht gaf terwijl die gehurkt op de grond zat. De juryleden beoordeelden dit als een opzettelijke illegale actie en diskwalificeerden de Rus. Sterling werd zo als eerste ooit UFC-kampioen vanwege diskwalificatie van een tegenstander in een titelgevecht. Een (meermaals uitgestelde) rematch vond plaats in april 2022. Het lukte Sterling om zijn titel te verdedigen op basis van een verdeelde jurybeslissing. Sterling behield zijn titel ook een tweede en derde keer door T.J. Dillashaw (knock-out) en Henry Cejudo (jurybeslissing) te verslaan. Dillashaw kampte met een schouder die uit de kom schoot, waardoor hij beperkt werd in zijn mogelijkheden. Door tegen Cejudo voor de derde keer zijn titel te verdedigen, zette hij een nieuw record neer in de bantamdivisie.
Sterling verloor op 19 augustus 2023 zijn titel aan Sean O'Malley. Hij liep in het begin van de tweede ronde van hun gevecht tegen een stoot aan die hem tegen de grond werkte. Hij kon zich daarna niet meer herpakken en afdoende verdedigen tegen het vervolg van O'Malleys aanval. De scheidsrechter maakte daarop een einde aan de partij.